# Keston Bledman
Keston Bledman (* 8. března 1988, San Fernando) je sportovec, atlet, sprinter reprezentující Trinidad a Tobago.
První mezinárodní úspěch zaznamenal v roce 2005 na mistrovství světa do 17 let v marockém Marrákeši, kde vybojoval v čase 10,55 s bronzovou medaili v běhu na 100 metrů a stříbrnou medaili ve smíšené štafetě na 1000 metrů (100 m × 200 m × 300 m × 400m).
V roce 2008 na letních olympijských hrách v Pekingu vybojoval stříbrnou medaili ve štafetě na 4×100 metrů. Společně s dalšími členy Marcem Burnsem, Emmanuelem Callanderem a Richardem Thompsonem zaběhl trať v čase 38,06 s. Stejného úspěchu dosáhl o čtyři roky později na olympiádě v Londýně.